# Khirbet ed-Dharih
Khirbet ed-Dharih (arabe : خربة الذريح) est un site archéologique comprenant une colonie nabatéenne et un sanctuaire religieux situé dans le sud de la Jordanie, dans la ville de Tafilah, à 100 km au nord de Pétra.
Les premiers signes d'habitation humaine sur le site datent de la période néolithique et plus précisément de la période néolithique précéramique vers 4000-6000 avant notre ère.
En arabe, khirbet signifie ruine et est couramment utilisé pour décrire des ruines archéologiques, tandis que le mot Al Dharih signifie colline ou haut plateau. Khirbet ed-Dharih peut donc être traduit par les ruines d'ed-Dharih ou les ruines des hautes terres. Le nom du site reflète ainsi la topographie du site.

## Historique des fouilles archéologiques sur le site
Khirbet ed-Dharih a été fouillé par des archéologues pendant 13 saisons entre les années 1984 et 2007. L'importance du site est centrée sur sa capacité à fournir des réponses importantes à des questions sur la vie en dehors de la capitale à Petra pendant la période nabatéenne. En particulier, le site éclaire les aspects de la vie religieuse, sociale et économique de cette période. Le site est entouré de terres agricoles fertiles et bien arrosé par des eaux de source, comme la source Le'ban, ce qui a contribué à faire du site un centre naturel pour l'habitation humaine.
Les preuves archéologiques indiquent que Khirbet ed-Dharih a été colonisé dès la période Néolithique précéramique (4000-6000 avant notre ère) et s'est poursuivi jusqu'à l'âge du bronze. Les archéologues Zeidoun Al Muheisin et François Villeneuve affirment que les artefacts édomites trouvés sur le site confirment qu'il a été colonisé pendant la période édomite. Le site a pris une importance particulière au cours de la période nabatéenne, mais il existe des preuves qui suggèrent un peuplement continu du site pendant les périodes romaine, byzantine et islamique.
Sur le site, les archéologues ont trouvé une ville nabatéenne ainsi qu'un complexe de temples monumentaux.

## Localisation géographique
L'archéologue jordanien Zaidoun Al Muheisin décrit l'emplacement d'ed-Darih comme étant situé à l'extrémité nord de Wadi Al Le'ban (وادي اللعبان), au nord-est de la ville de Tafilah, dans le sud de la Jordanie. C'est l'un des principaux affluents de Wadi al Hassa, qui comprend de nombreux bassins d'eau, dont les plus importants sont le Thahr Al Le'ban et Ayn Al Le'ban (source Le'ban). Cette région consiste en un plateau relativement plat qui s'étend sur 10 km du nord au sud et sur 30 km d'est en ouest. Le climat et la végétation du plateau variaient beaucoup, dans certaines zones la terre était très fertile, dans d'autres pas du tout. La terre devient moins fertile à mesure que l'on se déplace vers l'est, en direction du désert. La zone située à l'ouest du Wadi Al-Le'ban était cultivée en céréales, notamment en blé. Elle bénéficie d'un climat méditerranéen traditionnel avec ses hivers humides et ses étés secs. Les hauts plateaux reçoivent la plupart des pluies et même de la neige. Les vallées les plus longues du plateau font moins de 10 km, à l'exception du Wadi Al-Le'ban, qui se raccorde à la vallée d'Al-Hasma avec une longueur de 25 km depuis sa source dans le Mont Tannour. La terre rouge de cette région est classée comme terra rossa méditerranéenne, que l'on trouve couramment dans le bassin méditerranéen. La région est bien connue pour ses nombreuses sources (ain en arabe) telles que Ain ed-Dharih, Ain al-Thaban, Ain al-Fadhah, et ces sources sont une source importante pour l'irrigation des terres agricoles. Khirbet ed-Dhairh est célèbre pour la culture d'oliviers, de vignes, de grains, de céréales et de divers types de légumes.
Les précipitations moyennes dans la région sont de 200 mm par an. Khirbet ed-Darih se distinguait par sa situation géographique stratégique, en raison de sa proximité avec les principales routes commerciales, en plus des petites routes commerciales subsidiaires menant à la vallée du Jourdain, à la Palestine et à Gaza. L'importance du site est également due, surtout à l'époque nabatéenne, à sa proximité avec le temple de Khirbet et-Tannur, qui se trouve à environ 7 km au nord. Khirbet et-Tannur, qui a été construit au sommet de la haute montagne de Tannur, était l'un des plus importants centres religieux et un lieu de pèlerinage pour les Nabatéens. Ce site est également important en raison de sa proximité avec les sources chaudes d'Afra et de Rabita, toutes deux situées à quelques kilomètres à l'ouest.